# 斯托尼克里克 (康乃狄克州布蘭福德)
斯托尼克里克（英語：Stony Creek）是位於美國康乃狄克州新哈芬縣的一個村落。該地的面積和人口皆未知。

## 地理
斯托尼克里克的座標為41°15′52″N 72°44′46″W / 41.26444°N 72.74611°W，而該地的平均海拔高度為13米（即43英尺）。